# جنید شاه
جنید شاه (انگلیسی: Junaid Shah؛ زادهٔ ۹ اکتبر ۲۰۰۰) بازیکن فوتبال اهل پاکستان است.
وی همچنین در تیم‌های ملی فوتبال زیر ۱۷ سال پاکستان و پاکستان بازی کرده است.